# Tipula koikei
Tipula koikei är en tvåvingeart som beskrevs av Alexander 1971. Tipula koikei ingår i släktet Tipula och familjen storharkrankar. Inga underarter finns listade i Catalogue of Life.